# سوكورو (نيومكسيكو)
سوكورو (بالإنجليزية: Socorro)‏ هي إحدى مدن ولاية نيومكسيكو في الولايات المتحدة الأمريكية.

## التركيبة السكانية
حدّد مكتب تعداد الولايات المتحدة بيانات التركيبة السكانية لسوكورو في تعداد الولايات المتحدة. في ما يلي، التركيبة السكانية حسب تعدادي 2000 و2010.

### تعداد عام 2000
بلغ عدد سكان سوكورو 8,877 نسمة بحسب تعداد عام 2000، وبلغ عدد الأسر 3,415 أسرة وعدد العائلات 2,152 عائلة مقيمة في المدينة. في حين سجلت الكثافة السكانية 237 نسمة لكل كيلومتر مربع (613.8/ميل2). وبلغ عدد الوحدات السكنية 3,940 وحدة بمتوسط كثافة قدره 105.2 لكل كيلومتر مربع (272.5/ميل2).
وتوزع التركيب العرقي للمدينة بنسبة 66.16% من البيض و0.74% من الأمريكيين الأفارقة و2.77% من الأمريكيين الأصليين و2.24% من الأمريكيين ذوي الأصول الآسيوية و0.06% من سكان جزر المحيط الهادئ و23.24% من الأعراق الأخرى و4.79% من عرقين مختلطين أو أكثر و54.50% من الهسبانيون أو اللاتينيون من أي عرق.
بلغ عدد الأسر 3,415 أسرة كانت نسبة 34.9% منها لديها أطفال تحت سن الثامنة عشر تعيش معهم، وبلغت نسبة الأزواج القاطنين مع بعضهم البعض 43.5% من أصل المجموع الكلي للأسر، ونسبة 14.4% من الأسر كان لديها معيلات من الإناث دون وجود شريك، بينما كانت نسبة 5.1% من الأسر لديها معيلون من الذكور دون وجود شريكة وكانت نسبة 37% من غير العائلات. تألفت نسبة 29.3% من أصل جميع الأسر من عدة أفراد يعيشون في نفس المنزل ونسبة 8.3% كانت تتألف من شخص يعيش بمفرده يبلغ من العمر 65 عاماً أو أكثر. وبلغ متوسط حجم الأسرة المعيشية 2.44، أما متوسط حجم العائلات فبلغ 3.02.
بلغ العمر الوسطي للسكان 31.1 عاماً. وكانت نسبة 25.4% من القاطنين تحت سن الثامنة عشر، وكانت نسبة 11.9% بين الثامنة عشر والرابعة والعشرين عاماً، ونسبة 25.3% كانت واقعةً في الفئة العمرية ما بين الخامسة والعشرين والرابعة والأربعين عاماً، ونسبة 20.4% كانت ما بين الخامسة والأربعين والرابعة والستين، ونسبة 11% كانت ضمن فئة الخامسة والستين عاماً فما فوق. يوجد لكل 100 أنثى 102.1 ذكر، ويوجد لكل 100 أنثى في الثامنة عشر من عمرها فما فوق 100.4 ذكر.
بلغ متوسط دخل الأسرة في المدينة 22,530 دولارًا، أما متوسط دخل العائلة فبلغ 33,013 دولارًا. وكان متوسط دخل الذكور 31,517 دولارًا مقابل 23,071 دولارًا للإناث. وسجل دخل الفرد الخاص بالمدينة 13,250 دولارًا. وكانت نسبة 24.1% من العائلات ونسبة 32.3% من السكان تحت خط الفقر، وكان من هؤلاء نسبة 44.9% تحت سن الثامنة عشر ونسبة 23.6% في الخامسة والستين من العمر وما فوق.

### تعداد عام 2010
بلغ عدد سكان سوكورو 9,051 نسمة بحسب تعداد عام 2010، وبلغ عدد الأسر 3,649 أسرة وعدد العائلات 2,104 عائلة مقيمة في المدينة. في حين سجلت الكثافة السكانية 241.6 نسمة لكل كيلومتر مربع (625.7/ميل2). وبلغ عدد الوحدات السكنية 4,066 وحدة بمتوسط كثافة قدره 108.5 لكل كيلومتر مربع (281.0/ميل2).
وتوزع التركيب العرقي للمدينة بنسبة 80.73% من البيض و1.54% من الأمريكيين الأفارقة و3.88% من الأمريكيين الأصليين و2.07% من الأمريكيين ذوي الأصول الآسيوية و0.07% من سكان جزر المحيط الهادئ و8.28% من الأعراق الأخرى و3.45% من عرقين مختلطين أو أكثر و53.97% من الهسبانيون أو اللاتينيون من أي عرق.
بلغ عدد الأسر 3,649 أسرة كانت نسبة 28.1% منها لديها أطفال تحت سن الثامنة عشر تعيش معهم، وبلغت نسبة الأزواج القاطنين مع بعضهم البعض 38.7% من أصل المجموع الكلي للأسر، ونسبة 13.4% من الأسر كان لديها معيلات من الإناث دون وجود شريك، بينما كانت نسبة 5.6% من الأسر لديها معيلون من الذكور دون وجود شريكة وكانت نسبة 42.3% من غير العائلات. تألفت نسبة 32.8% من أصل جميع الأسر من عدة أفراد يعيشون في نفس المنزل ونسبة 10% كانت تتألف من شخص يعيش بمفرده يبلغ من العمر 65 عاماً أو أكثر. وبلغ متوسط حجم الأسرة المعيشية 2.33، أما متوسط حجم العائلات فبلغ 2.97.
بلغ العمر الوسطي للسكان 33.4 عاماً. وكانت نسبة 21.7% من القاطنين تحت سن الثامنة عشر، وكانت نسبة 17% بين الثامنة عشر والرابعة والعشرين عاماً، ونسبة 23.7% كانت واقعةً في الفئة العمرية ما بين الخامسة والعشرين والرابعة والأربعين عاماً، ونسبة 23.9% كانت ما بين الخامسة والأربعين والرابعة والستين، ونسبة 13.8% كانت ضمن فئة الخامسة والستين عاماً فما فوق. وتوزع التركيب الجنسي للسكان بنسبة 52.3% ذكور و47.7% إناث.

## المناخ
يظهر الجدول التالي التغييرات المناخية على مدار السنة لسوكورو:
| البيانات المناخية لـسوكورو          | البيانات المناخية لـسوكورو | البيانات المناخية لـسوكورو | البيانات المناخية لـسوكورو | البيانات المناخية لـسوكورو | البيانات المناخية لـسوكورو | البيانات المناخية لـسوكورو | البيانات المناخية لـسوكورو | البيانات المناخية لـسوكورو | البيانات المناخية لـسوكورو | البيانات المناخية لـسوكورو | البيانات المناخية لـسوكورو | البيانات المناخية لـسوكورو | البيانات المناخية لـسوكورو |
| الشهر                               | يناير                      | فبراير                     | مارس                       | أبريل                      | مايو                       | يونيو                      | يوليو                      | أغسطس                      | سبتمبر                     | أكتوبر                     | نوفمبر                     | ديسمبر                     | المعدل السنوي              |
| ----------------------------------- | -------------------------- | -------------------------- | -------------------------- | -------------------------- | -------------------------- | -------------------------- | -------------------------- | -------------------------- | -------------------------- | -------------------------- | -------------------------- | -------------------------- | -------------------------- |
| الدرجة القصوى °ف (°م)               | 76 (24)                    | 82 (28)                    | 91 (33)                    | 95 (35)                    | 102 (39)                   | 109 (43)                   | 108 (42)                   | 106 (41)                   | 102 (39)                   | 95 (35)                    | 86 (30)                    | 81 (27)                    | 109 (43)                   |
| متوسط درجة الحرارة الكبرى °ف (°م)   | 52.3 (11.3)                | 58.9 (14.9)                | 66.9 (19.4)                | 74.9 (23.8)                | 83.3 (28.5)                | 90.8 (32.7)                | 91.7 (33.2)                | 89.1 (31.7)                | 83.6 (28.7)                | 73.2 (22.9)                | 61.1 (16.2)                | 50.9 (10.5)                | 73.1 (22.8)                |
| متوسط درجة الحرارة الصغرى °ف (°م)   | 21.9 (−5.6)                | 26.1 (−3.3)                | 31.7 (−0.2)                | 38.7 (3.7)                 | 47.4 (8.6)                 | 54.6 (12.6)                | 60.7 (15.9)                | 59.4 (15.2)                | 51.2 (10.7)                | 39.7 (4.3)                 | 28.9 (−1.7)                | 22.0 (−5.6)                | 40.2 (4.6)                 |
| أدنى درجة حرارة °ف (°م)             | −12 (−24)                  | −2 (−19)                   | 5 (−15)                    | 15 (−9)                    | 23 (−5)                    | 35 (2)                     | 42 (6)                     | 37 (3)                     | 27 (−3)                    | 14 (−10)                   | −13 (−25)                  | −16 (−27)                  | −16 (−27)                  |
| الهطول إنش (مم)                     | 0.49 (12)                  | 0.30 (7.6)                 | 0.50 (13)                  | 0.41 (10)                  | 0.58 (15)                  | 0.60 (15)                  | 1.62 (41)                  | 2.03 (52)                  | 1.55 (39)                  | 1.09 (28)                  | 0.54 (14)                  | 0.55 (14)                  | 10.26 (260.6)              |
| متوسط تساقط الثلوج إنش (سم)         | 0.3 (0.76)                 | 0.8 (2.0)                  | 0.4 (1.0)                  | 0.0 (0.0)                  | 0.0 (0.0)                  | 0.0 (0.0)                  | 0.0 (0.0)                  | 0.0 (0.0)                  | 0.0 (0.0)                  | 0.3 (0.76)                 | 0.4 (1.0)                  | 3.5 (8.9)                  | 5.7 (14.42)                |
| متوسط أيام هطول الأمطار (≥ 0.01 in) | 2.9                        | 2.4                        | 2.8                        | 2.3                        | 3.2                        | 3.2                        | 8.3                        | 9.3                        | 7.1                        | 4.2                        | 2.9                        | 3.3                        | 51.9                       |
| المصدر: NOAA                        |                            |                            |                            |                            |                            |                            |                            |                            |                            |                            |                            |                            |                            |

## أعلام
- لويس إي. سافيدرا
- روبرت فروتشن سانشيز